# Kóstas Triantafyllópoulos
Konstantínos Triantafyllópoulos (grec moderne : Κωνσταντίνος Τριανταφυλλόπουλος), souvent appelé Kóstas Triantafyllópoulos (Κώστας Τριανταφυλλόπουλος), est un footballeur grec né le 3 avril 1993 à Corinthe qui évolue au poste de défenseur central au Górnik Zabrze.

## Biographie

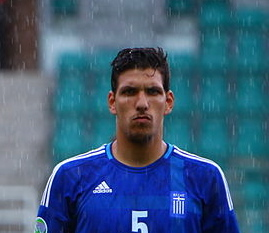
Kóstas Triantafyllópoulos avec le maillot de Grèce - 19 ans.

## Palmarès

### En équipe nationale
- Équipe de Grèce des moins de 19 ans
  - Finaliste du Championnat d'Europe des moins de 19 ans en 2012